# دم كامل
يستخدم مصطلح دم كامل في طب نقل الدم لدم الإنسان، حيث إنه القياسي للتبرع بالدم. عادة ما يمزج الدم مع مضاد تخثر خلال عملية جمعه.

## عملية الجمع
كان الدم يجمع ثم ينقل من دون أي عملية تجرى عليه. معظم مصارف الدم تفصل الدم إلى مكونين أو أكثر، عادة ما تكون خلايا الدم الحمراء وبلازما على شكل بلازما مجمدة طازجة. كما يمكن تحضير الصفيحات للنقل من وحدة دم كامل. بعض مصارف الدم استبدل الصفيحات بفصادة الصفيحات لأن صفيحات الدم الكامل، والتي تدعى أحيانا بالصفيحات العشوائية، نحتاج إلى عدد من المتبرعين للحصول على كمية كافية لجرعة علاجية.

## النقل
يجب إجراء اختبار توافق قبل نقل الدم الكامل لتجنب تفاعلات نقل الدم. استخدامات الدم الكامل مطابقة لاستخدامات كريات الدم الحمراء لكنه غير مستخدم بسبب مخاطر الإصابة بالتحميل المفرط الدوراني المرتبط بنقل الدم، وهو من المضاعفات الخطيرة المحتملة والتي تحدث بسبب الزيادة في البلازما.
يمكن إعادة تكوين دم كامل من كريات دم حمراء وبلازما طازجة مجمدة لتنقل لحديثي الولادة. تستخدم هذه الطريقة لإنتاج دم كامل بمكداس دم معين من صنف O وبلازما من صنف AB للتقليل من خطر حصول مضاعفات.

## الخزن
يخزن الدم الكامل في نفس ظروف خزن كريات الدم الحمراء. أما إذا كان قد جمع لتحضير الصفيحات فيجب حفظم في درجة حرارة الغرفة حتى اكتمال العملية، ثم يجب إكمال هذه العملية بسرعة.